# 福本実
福本 実（ふくもと みのる、1963年1月2日 - ）は、福井放送の社員。

## 人物
- 中・高校生時代は『オールナイトニッポン』『セイ!ヤング』『パックインミュージック』の各局の深夜番組を聴きまくっていたヘビーリスナーだったという[1]。
- 同期のアナウンサーは伊藤裕樹。
- 『土曜の夜はラジオでNight!』では、CMを出し忘れたり、マイクのスイッチを切ったまま喋ったりという失敗談もあったという[1]。
- 趣味は音楽鑑賞とドライブ。音楽はマイルス・デイヴィスなどのジャズをよく聴く。ドライブは大学時代、友人と北海道一周の旅へ出掛けたが、あまり金が無かったためにあまり海の幸を堪能することが出来なかったという思い出があるとのこと[1]。
- スタッフが出張で静岡に行った際、そのスタッフが、福本の高校時代の恩師と遭遇したらしい。
- アナウンスの先輩の清田精二の後を継ぎ、報道制作局長を数年歴任。

## 過去の担当番組
- 午後はとことんワイド水曜日担当 - 「福ちゃんの　のってけ水曜DX」（ラジオ）2008年3月26日終了
- どんなモーニング?
- 土曜の夜はラジオでNight!（1986.10）
- FBCラジオ土曜スペシャル